# Hulsite
La hulsite è un minerale.